# Bambusicola thoracicus
La bambusícola china (Bambusicola thoracicus) es una especie de ave galliforme de la familia Phasianidae nativa del este de China y Taiwán, que ha se ha establecido en Japón introducida por el hombre. Es una de las dos especies del género Bambusicola, junto a la bambusícola montana (Bambusicola fytchii) del Himalaya. Esta especie a pesar de su nombre no vive únicamente entre el bambú, sino que habita en cualquier herbazal de clima templado con zonas arboladas. Como las demás perdices prefiere andar a volar, pero emprenderá un ruidoso vuelo si se descubre su escondite. 

## Descripción

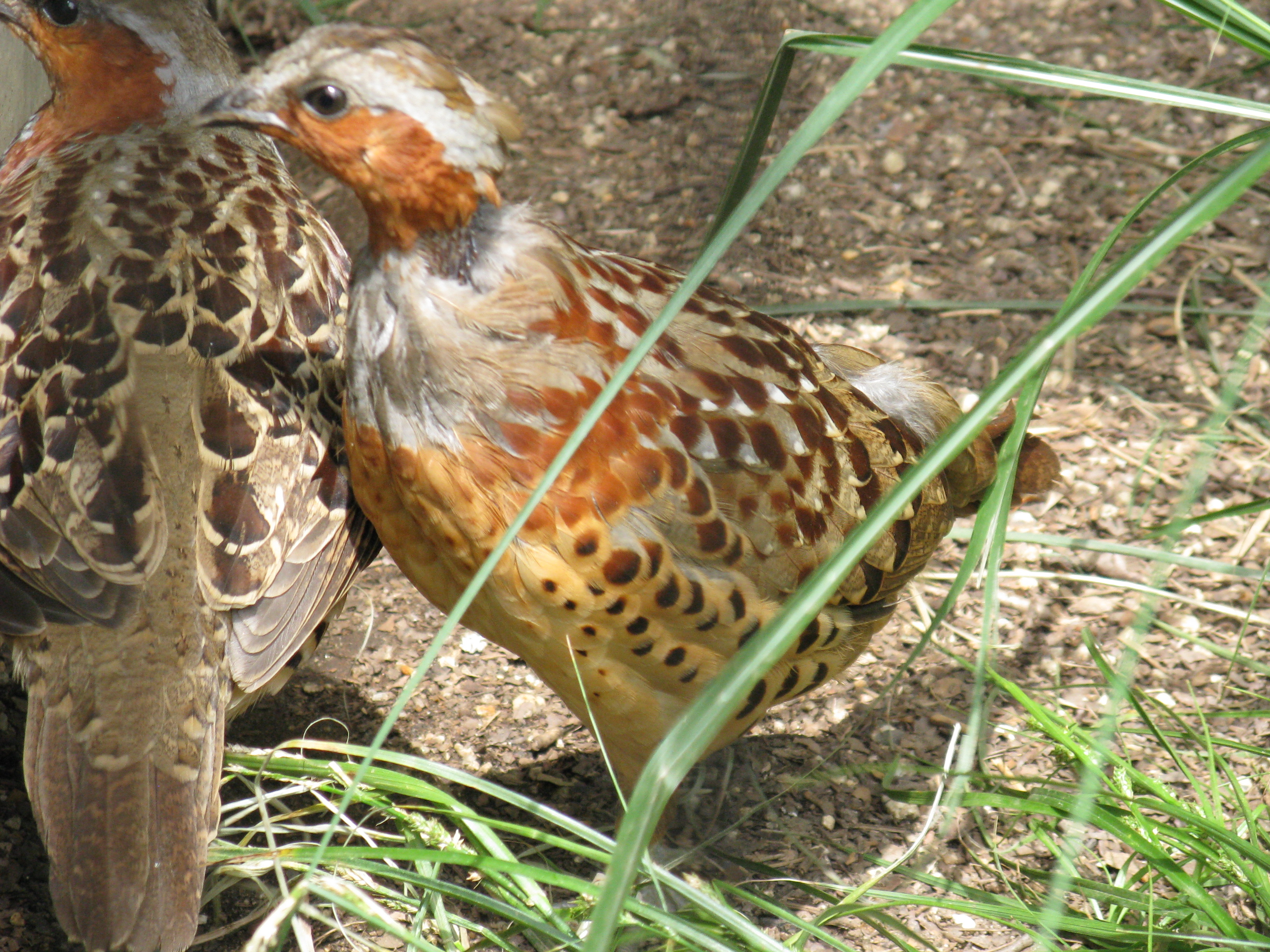
Juvenil con un adulto a su izquierda.

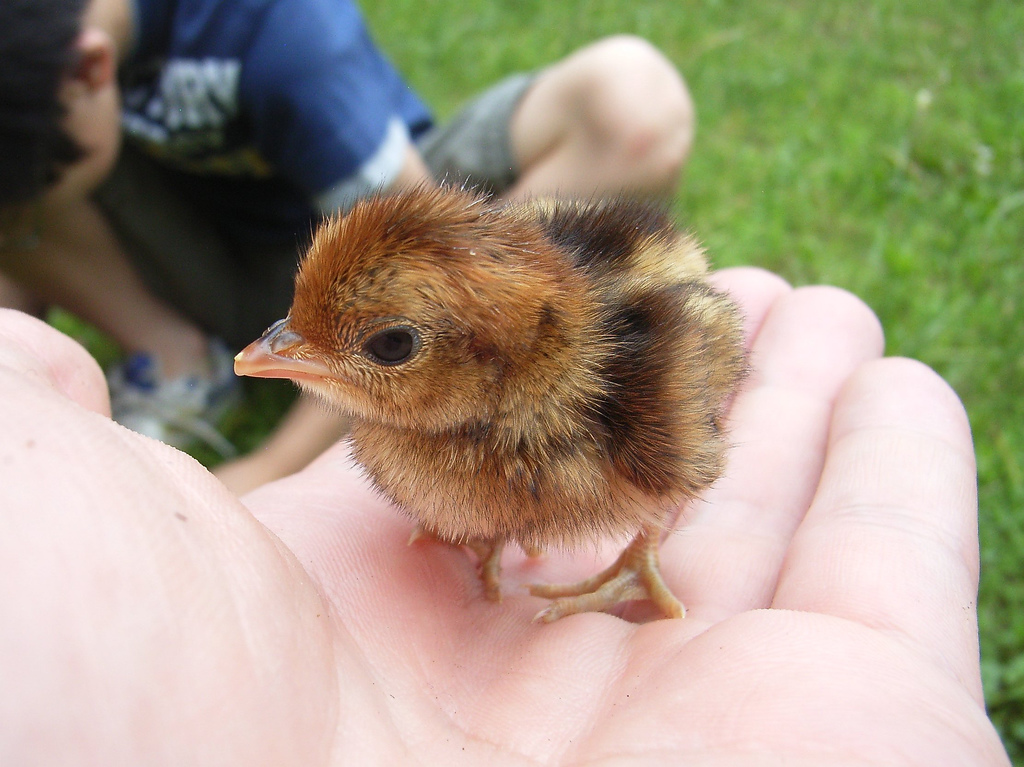
Pollo de dos días.

La bambusícola china mide 31 cm de largo, siendo los machos más grandes que las hembras. Sus partes superiores son de color pardo moteadas en negro, mientras que en su rostro y garganta predomina el castaño rojizo, que se va aclarando hasta los tonos crema del vientre. Presenta listas superciliares y una mancha en el pecho de color gris.
Su llamada consiste en repetidos ki-ko-kuai o kojukkei.

## Taxonomía
Existen dos subespecies:
- B. t. thoracicus, en la China continental;
- B. t. sonorivox, en Taiwán, esta última a veces se considera una especie aparte.

## Introducciones
Durante siglos se ha criado en cautividad en China, y en 1919 fue introducida intencionadamente en Japón. Posteriormente se introdujo aunque con menos éxito en Hawái, donde está clasificada como ave introducida no protegida en la ley sobre aves. También se introdujo una población en la remota Iwo Jima. A pesar de su éxito para extenderse se extinguió en Hong Kong, y un programa para reintroducirla y crear allí una población reproductiva viable fracasó en 1961.